# Стадион Бордо Атлантик
Стадион Бордо Атлантик (фр. Nouveau Stade de Bordeaux, Matmut Atlantique), је фудбалски стадион у Бордоу, Француска. То је дом клуба из Лиге 2 ФК Жирондинс де Бордо и прима 42.115 гледалаца. Спонзор Матмут је француска осигуравајућа компанија.

## Историја
Изградња је почела у новембру 2012. а завршена у априлу 2015. године. Стадион је свечано отворен 18. маја 2015. године а први меч који је био одигран је утакмица Бордо против Монпељеа 23. маја 2015, последњег дана сезоне лиге. Домаћини су победили резултатом 2 : 1, оба гола је дао Дијего Ролан.
Стадион је такође био домаћин полуфинала сезоне 2014/15. Топ 14 у рагби јуниону, а такође је био домаћин пет мечева на УЕФА Еуро 2016, укључујући четвртфиналну утакмицу између репрезентација Немачке и Италије.
Дана 7. септембра 2015. године, стадион је угостио репрезентацију Француске у пријатељској утакмици у победи над Србијом резултатом 2:1. У септембру 2016. године, терен је изабран за домаћина финала француског Лига купа 2018. као део планова да се догађај одржи на различитим местима ван Париза.
Француско-канадска певачица Селин Дион извела је први концерт на стадиону 29. јуна 2017. године. Хард рок бенд Гунс Н' Розес наступио је на стадиону током турнеје Not In This Lifetime.... 26. јуна 2018. године.
Стадион је наведен као један од шест за домаћина фудбала у Паризу који се кандидовао за Летње олимпијске игре 2024., који је изабран у јулу 2017. године. У новембру 2017, након победе Француске у понуди, стадион је потврђен као један од девет који ће бити домаћин Светског првенства у рагбију 2023.

## Утакмице са УЕФА Евро 2016.
| Датум         | Време (CET) | Екипа #1 | Резултат        | Екипа #2        | Коло         | Посета |
| ------------- | ----------- | -------- | --------------- | --------------- | ------------ | ------ |
| 11. јун 2016. | 18:00       | Велс     | 2–1             | Словачка        | Група Б      | 37.831 |
| 14. јун 2016. | 18:00       | Аустрија | 0–2             | Мађарска        | Група Ф      | 34.424 |
| 18. јун 2016. | 15:00       | Белгија  | 3–0             | Република Ирска | Група Е      | 39.493 |
| 21. јун 2016. | 21:00       | Хрватска | 2–1             | Шпанија         | Група Д      | 37.245 |
| 2. јул 2016.  | 21:00       | Немачка  | 1–1 (6–5) пен.) | Италија         | Четвртфинале | 38.764 |